# باليوكورا (هالكيديكي)
باليوكورا (Παλαιοχώρα) هي مدينة في هالكيديكي في مقاطعة فوريا إلادا في اليونان.